# Paracossus
Paracossus is een geslacht van vlinders uit de familie van de Houtboorders (Cossidae). De wetenschappelijke naam en de beschrijving van dit geslacht zijn voor het eerst gepubliceerd in 1904 door George Francis Hampson.

## Soorten
- Paracossus furcata Hampson, 1904
- Paracossus griseatus Yakovlev, 2009
- Paracossus hainanicus Yakovlev, 2009
- Paracossus indradit Yakovlev, 2009
- Paracossus longispinalis (Chou & Hua, 1988)
- Paracossus parvus Hampson, 1905
- Paracossus zyaung Yakovlev, 2014